# Анна Нацвлішвілі
Анна Нацвлішвілі (груз. ანა ნაცვლიშვილი; нар. 31 грудня 1984) — грузинський юрист і політик, член Державної конституційної комісії, голова Асоціації молодих юристів Грузії (2014—2017), парламентський секретар президента Грузії Георгія Маргвелашвілі (з 9 січня , 2018 р. по 18 грудня 2018 р.). Депутат парламенту Грузії з 2020 року.
У 2006 році закінчила Тбіліський державний університет (спеціальність: правознавство), у 2007 році закінчила Центрально-Європейський університет, Угорщина (спеціальність: магістр права). У 2013 році закінчила Ессексський університет (спеціальність: магістр права).

## Біографія
- 2019 — по теперішній час — «Лело для Грузії»

- 2018—2018 роки — Парламентський секретар президента Грузії

- 2018 — тепер — Грузинський інститут громадських справ, доцент

- 2013—2017 роки — Асоціація молодих юристів Грузії

- 2013—2013 роки — Офіс ОБСЄ

- 2008—2009 роки — Юридична клініка Дурбанського університету

- 2008—2010 роки — Центр прав людини

- 2007—2008 роки — Міжнародна громадська організація «Стаття 19»